# 古惑仔之大戰拉斯維加斯
《古惑仔之大戰拉斯維加斯》（英語：Street Kids: Las Vegas Encounter），是一部1999年上映的香港動作電影，本片雖名為古惑仔，但並非古惑仔的漫畫原作，並拍下多個同樣是錢小豪主演的古惑仔，本片主要是錢小豪、吳毅將等主演。

## 劇情
美國黑社會有人懷疑小馬為殺死他們龍頭的兇手，所以派小馬的舊拍檔阿龍及阿蓮來陷害小馬。
阿蓮先騙他自己欠了錢，然後阿龍再用一些方法來令小馬欠下一筆債，這時，兩人露出真面目，阿蓮開槍弄傷了。
幸好，手下鮑魚替他擋了一些，令自己的腳需要休養，加上，小馬的女友阿玲及好兄弟阿明來幫助他，幫派叔父平叔也伸出雙手來幫忙，小馬這時開始要前往拉斯維加斯大開殺戒...

## 人物角色
| 角色名稱 | 演員   | 配音員 | 備註                                                      |
| -------- | ------ | ------ | --------------------------------------------------------- |
| 小馬     | 錢小豪 | 陳旭明 | 馬仔 被美國黑社會陷害 阿蓮的舊同學 阿龍之舊朋友，被其陷害 |
| 阿龍     | 吳毅將 | 黃志明 | 龍哥 美國黑社會的手下 和阿蓮合作 小馬之舊朋友，但陷害其   |
| 阿明     | 駱達華 | 羅君左 | 小馬的失散兄弟，已相認 和平叔及阿玲等照顧被槍傷小馬       |
|          | 孫國明 |        | 美國黑社會龍頭                                            |
| 阿蓮     | 趙海媚 |        | 阿蓮的舊同學，但和阿龍陷害其 後上了毒癮，並因此而死       |
| 鮑魚     | 馮哲   |        | 小馬之手下                                                |
| 坤哥     | 李釗   | 黃志明 | 毒販，販賣毒品給阿蓮                                      |
| 平叔     | 梁兆迪 | 羅君左 | 黑幫叔父 小馬之老大 救下被槍傷的小馬                      |

## 評價
本片也令人十分失望，亦對錢小豪十分失望，但錢小豪說了拍這些片的原因。

## 外部連結
- 豆瓣电影上《古惑仔之大戰拉斯維加斯》的資料 （简体中文）
- 香港影庫上《古惑仔之大戰拉斯維加斯》的資料（繁體中文）